# Parce (canción)
«Parce» es una canción del cantante colombiano Maluma junto a Lenny Tavárez y J Quiles. Se lanzó el 21 de agosto de 2020 por Sony Music Latin, como el tercer sencillo de su quinto álbum de estudio Papi Juancho.

## Antecedentes y composición
Se dio a conocer en el mes de junio de 2020 a raíz de varios videos publicados en Instagram en los que se mostraba el rodaje del video oficial de la canción. Se especuló que formaría parte álbum Papi Juancho por Justin Quiles en una entrevista en la que fue interrumpido por Maluma. Finalmente, el 20 de agosto de 2020, se confirmó con nuevo sencillo, y que contaría con la participación de Lenny Tavárez y J Quiles.
Sobre la pista Maluma comentó el 20 de agosto durante un video promocional en su cuenta de Instagram, que la canción sería la primera canción integra junto a los cantantes: «este es el primero, nunca habíamos hecho un tema que no fuera un remix».

## Video musical
El video musical de la canción lanzada el mismo día que el sencillo, fue dirigido por Rodrigo Rodríguez. El cual está inspirado en un ambiente oriental lleno de luces de neón.

## Posicionamiento en listas
| Listas (2020)                        | Mejor posición |
| ------------------------------------ | -------------- |
| Argentina (Argentina Hot 100)        | 88             |
| Colombia (National-Report)           | 45             |
| España (PROMUSICAE)                  | 49             |
| Estados Unidos (Latin Digital Songs) | 11             |

## Certificaciones
| País (organismo certificador) | Certificación            | Unidades certificadas |
| ----------------------------- | ------------------------ | --------------------- |
| México (AMPROFON)             | Diamante + Platino + Oro | 390 000               |